# Neno (brazylijski piłkarz)
Neno, właśc. Genison Piacentini de Quadra (ur. 14 października 1988 w Criciúma, w stanie Santa Catarina, Brazylia) – brazylijski piłkarz, grający na pozycji bocznego obrońcy.

## Kariera klubowa
Jest wychowankiem miejscowego klubu Criciúma EC, w którym rozpoczął karierę piłkarską. W 2008 przeniósł się do klubu America de Minas Gerais, a w następnym roku wyjechał do Grecji, gdzie został piłkarzem AEK Ateny. Na początku 2010 powrócił do Brazylii, gdzie występował w podstawowej jedenastce Rio Claro FC. 10 maja 2010 roku został wypożyczony do połowy grudnia do Karpat Lwów, a już 31 sierpnia do PFK Sewastopol. Na początku 2011 po zakończeniu wypożyczenia wrócił do Rio Claro FC.